# Alberto López de Munain
Alberto López de Munain Ruiz de Gauna, né le 12 mars 1972 à Vitoria, est un coureur cycliste espagnol, professionnel de 1996 à 2005 au sein de l'équipe Euskaltel-Euskadi.
En 2005, victime d'une grave chute au Tour d'Italie, il est contraint d'arrêter sa carrière.

## Biographie
En 2000, lors du Critérium du Dauphiné libéré, Alberto López de Munain remporte le prologue dans les rues de Grenoble (Isère). Il devance de onze secondes l'un des grands favoris de l'épreuve l'Américain Lance Armstrong (US Postal Service) et de seize secondes son compatriote José María Jiménez (Banesto). Avec cette victoire, il prend logiquement la tête du classement général et devient également leader du classement par points, du classement de la montagne et du classement du combiné. Après avoir porté le maillot jaune à barre bleue de leader pendant les deux premières étapes en ligne, il le cède à Armstrong lors de la troisième étape, un contre-la-montre tracé entre Saint-Étienne et Saint-Chamond.

## Palmarès
- 1994
  - Oñati Saria
- 2000
  - 1re étape du Tour des Asturies (contre-la-montre)
  - Prologue du Critérium du Dauphiné libéré
  - 2e du Tour des Asturies
- 2001
  - 2e étape de la Clásica de Alcobendas
  - 5e étape du Tour des Asturies
- 2003
  - 3e de la Subida al Naranco
  - 10e du Critérium du Dauphiné libéré

## Résultats sur les grands tours

### Tour de France
2 participations
- 2001 : 77e
- 2003 : 98e

### Tour d'Italie
1 participation
- 2005 : abandon sur chute (2e étape)

### Tour d'Espagne
5 participations
- 1999 : 71e
- 2000 : 30e
- 2001 : 129e
- 2002 : 65e
- 2004 : 91e